# Municipio de San Juan Atzompa
El municipio de San Juan Atzompa (del nahuatl: atl, azontli, pan ‘agua, cabellera, en’‘En la cabellera del agua’) es uno de los 217 municipios que conforman al estado mexicano de Puebla. Fue fundado en 1920 y su cabecera es la ciudad de San Juan Atzompa.

## Geografía
El municipio se encuentra a una altitud promedio de 1560 m s. n. m. y abarca un área de 24.76 km². Colinda al norte con el municipio de Tzicatlacoyan, al oeste con Huehuetlán el Grande, al sur con Huatlatlauca y al este con Atoyatempan.

## Demografía
De acuerdo al último censo, realizado por el INEGI en 2010, en el municipio hay una población total de 872 habitantes, lo que le da una densidad de población aproximada de 35 habitantes por kilómetro cuadrado.

## Gobierno
El ayuntamiento está conformado por seis regidores, un síndico y un presidente municipal.